# Osobne stoliki
Osobne stoliki (oryg. Separate Tables) – dramat obyczajowy z 1958 roku w reżyserii Delberta Manna.

## Obsada
- Deborah Kerr jako Sibyl Railton-Bell
- Rita Hayworth jako Ann Shankland
- David Niven jako Major Angus Pollock
- Wendy Hiller jako Pat Cooper
- Burt Lancaster jako John Malcolm
- Gladys Cooper jako Mrs. Railton-Bell
- Cathleen Nesbitt jako Lady Matheson
- Felix Aylmer jako Mr. Fowler
- Rod Taylor jako Charles
- Audrey Dalton jako Jean
- May Hallatt jako Miss Meacham
- Priscilla Morgan jako Doreen

## Nagrody
31. ceremonia wręczenia Oscarów
- Najlepszy aktor pierwszoplanowy – David Niven
- Najlepsza aktorka drugoplanowa – Wendy Hiller
- oraz 5 nominacji do Oscara

16. ceremonia wręczenia Złotych Globów
- Najlepszy aktor w filmie dramatycznym – David Niven
- oraz 4 nominacje do Złotego Globu